# Województwo chełmskie
Województwo chełmskie – jedno z 49 województw istniejących w latach 1975–1998. Położone było we wschodniej Polsce, przy granicy z Ukrainą. Sąsiadowało z województwami: bialskopodlaskim, lubelskim i zamojskim. W nowym podziale administracyjnym, od 1999 roku ziemie dawnego województwa znalazły się w całości w nowym i większym województwie lubelskim. Siedzibą władz województwa chełmskiego był Chełm.

## Urzędy Rejonowe
- Urząd Rejonowy w Chełmie dla gmin: Białopole, Chełm, Cyców, Dorohusk, Dubienka, Kamień, Leśniowice, Ruda-Huta, Sawin, Siedliszcze, Wierzbica i Żmudź oraz miasta Chełm
- Urząd Rejonowy w Krasnymstawie dla gmin: Krasnystaw, Kraśniczyn, Łopiennik Górny, Rejowiec, Rejowiec Fabryczny, Siennica Różana i Wojsławice oraz miast Krasnystaw i Rejowiec Fabryczny
- Urząd Rejonowy we Włodawie dla gmin: Hańsk, Sosnowica, Stary Brus, Urszulin, Włodawa, Wola Uhruska, Wyryki oraz miasta Włodawa

## Miasta
Ludność 31.12.1998
- Chełm – 70 654
- Krasnystaw – 20 718
- Włodawa – 14 733
- Rejowiec Fabryczny – 4600

## Ludność w latach
| Rok                    | Liczba mieszkańców |
| ---------------------- | ------------------ |
| 1975 (31 grudnia)      | 221,5 tys.         |
| 1976 (31 grudnia)      | 222,5 tys.         |
| 1977 (31 grudnia)      | 223,6 tys.         |
| 1978 (spis powszechny) | 227 399            |
| 1978 (31 grudnia)      | 227,5 tys.         |
| 1979 (31 grudnia)      | 229,3 tys.         |
| 1980 (31 grudnia)      | 230,9 tys.         |
| 1983 (31 grudnia)      | 237,3 tys.         |
| 1985 (31 grudnia)      | 240,8 tys.         |
| 1986                   | 242,5 tys.         |
| 1987                   | 243,5 tys.         |
| 1988                   | 244,3 tys.         |
| 1989 (31 grudnia)      | 246,2 tys.         |
| 1990 (30 czerwca)      | 246,8 tys.         |
| 1990 (31 grudnia)      | 247,2 tys.         |
| 1991 (31 grudnia)      | 248,1 tys.         |
| 1992 (31 grudnia)      | 249,4 tys.         |
| 1993 (30 czerwca)      | 249,4 tys.         |
| 1994 (31 grudnia)      | 250,1 tys.         |
| 1995 (30 czerwca)      | 249,9 tys.         |
| 1995 (31 grudnia)      | 249,9 tys.         |
| 1997 (31 grudnia)      | 249,4 tys.         |